# Бістрічоара
Бістрічоара (рум. Bistricioara) — село у повіті Нямц в Румунії. Входить до складу комуни Чахлеу.
Село розташоване на відстані 291 км на північ від Бухареста, 36 км на північний захід від П'ятра-Нямца, 126 км на захід від Ясс.

## Населення
За даними перепису населення 2002 року у селі проживали 804 особи, з них 802 особи (99,8%) румунів. Рідною мовою 801 особа (99,6%) назвала румунську.